# Siphocampylus fimbriatus
Siphocampylus fimbriatus är en klockväxtart som beskrevs av Eduard August von Regel. Siphocampylus fimbriatus ingår i släktet Siphocampylus och familjen klockväxter. Inga underarter finns listade i Catalogue of Life.